# La Fille aux yeux verts
Pour plus de détails, voir Fiche technique et Distribution.
La Fille aux yeux verts (titre original : Girl with Green Eyes) est un film dramatique britannique réalisé par Desmond Davis, sorti en 1964, d'après le roman d'Edna O'Brien, Jeunes filles seules (The Lonely Girl).
Le film étudie la relation florissante entre une jeune fille et un homme de deux fois son âge, mais avec celle-ci contrôlant une grande partie de cette relation.

## Synopsis
Kate est une jeune irlandaise de la campagne, installée à Dublin, en colocation avec son amie Baba.
À l'occasion d'une visite, elle rencontre un élégant quadragénaire, Eugene Gaillard, dont elle tombe amoureuse. Elle fait ensuite tout pour le séduire, et finit par devenir sa maîtresse, affrontant les foudres de sa famille catholique conservatrice. Sa fraîcheur séduit Eugene, foncièrement différent d'elle, et en instance de divorce. 
Malgré un attachement sincère entre les deux amants, les différences de milieux, de cultures et d'âge s'avèrent trop grandes pour être dépassées, et le couple finira par se séparer. Kate prend alors un nouveau départ à Londres, avec Baba.

## Fiche technique
- Titre : La Fille aux yeux verts
- Titre original : Girl with Green Eyes
- Réalisation : Desmond Davis
- Scénario : Edna O'Brien d'après son roman Jeunes filles seules (The Lonely Girl)
- Photographie : Manny Wynn
- Musique : John Addison
- Producteurs : Oscar Lewenstein et Tony Richardson
- Société de production : Woodfall Film Productions
- Société de distribution : United Artists
- Pays d'origine : Royaume-Uni
- Format : Noir et blanc - Mono
- Genre : Drame, romance
- Durée : 91 minutes
- Date de sortie : 1964

## Distribution
- Peter Finch : Eugene Gaillard
- Rita Tushingham : Kate Brady
- Lynn Redgrave : Baba Brennan
- Marie Kean : Josie Hannigan
- Arthur O'Sullivan : James Brady
- Julian Glover : Malachi Sullivan
- Joe Lynch : Andy Devlin
- T.P. McKenna : le prêtre